# Hermannstädter Turnverein
Der Hermannstädter Turnverein (HTV, rumän. Societatea de Gimnastică Sibiu) war ein deutscher Sportverein aus Hermannstadt in einer Zeit, als diese Stadt zunächst zu Österreich-Ungarn und dann zu Rumänien gehörte.

## Geschichte
Der Verein wurde am 30. Oktober 1862 mit dem Ziel der Jugenderziehung gegründet. Mit einem Erlass von 1865 wurde Schulturnen zum Pflichtfach, so dass der HTV ab diesem Zeitpunkt zunächst fast nur noch als akademischer Verein fungierte. Ab ca. 1870 wurde der Fechtbetrieb aufgenommen und noch vor 1891 benannte sich der HTV in Hermannstädter Männerturnverein um. Ab 1890 wurden regelmäßig Turnfeste veranstaltet, deren allgemeines Interesse im September 1896 zur Gründung einer Damenriege im Mädchenturnen führte. Wahrscheinlich infolge dieser Aufnahme von Frauen erfolgte 1897 oder 1898 die Rückbenennung in Hermannstädter Turnverein.
In den Jahren 1899 und 1900 schaffte man die ersten Faust- und Fußbälle an und 1902 schloss sich dem HTV eine Radfahrabteilung namens Falken an, die allerdings bald wieder abfiel. 1903 wurde seitens des HTV die ersten Tennisspiele durchgeführt. Bis zum Ausbruch des Ersten Weltkriegs herrschte ein reger Turnbetrieb, der anschließend erst im Januar 1919 wieder aufgenommen werden konnte. Im Frühjahr 1919 fanden erste Fußballspiele im Rahmen der Turnriege statt.
Das am 13. Juli 1919 veröffentlichte wöchentliche Programms des HTV sah wie folgt aus:
| Termin               | Veranstaltung                    |
| -------------------- | -------------------------------- |
| Dienstag, 19–21 Uhr  | Männerturnen                     |
| Mittwoch, 18–20 Uhr  | Damenturnen                      |
| Freitag, 19–21 Uhr   | Männerturnen                     |
| Samstag, 18–20 Uhr   | Damenturnen                      |
| Sonntag, vormittags  | Fußballspiel, sportliche Übungen |
| Sonntag, nachmittags | Ausflüge, Turnfahrten            |

Am 27. Juli 1919 fand noch ein Waldfest des HTV ohne Fußball statt, doch bereits am 6. August 1919 erfolgte der Aufruf: Die Turner, die auch gute Fußballer sind, werden ersucht, am 10. August zwecks Übungsspiel mit einer fremden Riege zu erscheinen. Für den 19. Oktober war ein Fußballwettkampf des HTV gegen eine ungarische Riege geplant, für den jedoch kein Spielbericht vorliegt.
Am 10. Dezember 1919 wurde das folgende wöchentliche Programms des HTV veröffentlicht:
| Termin                    | Veranstaltung                      |
| ------------------------- | ---------------------------------- |
| Dienstag, 19:30–21:30 Uhr | Männer- und Zöglingsturnen         |
| Mittwoch, 19–21 Uhr       | Damenturnen                        |
| Freitag, 19:30–21:30 Uhr  | Männer- und Zöglingsturnen         |
| Samstag, 18–20 Uhr        | Damenturnen                        |
| Sonntag, 10–12 Uhr        | Männer- und Zöglingsturnen         |
| Sonntag, nachmittags      | Ausflüge, wintersportliche Übungen |

Im April 1920 wurde eine eigenständige Fußballabteilung im Rahmen des Vereins gegründet, die jeden Nachmittag ab 17 Uhr gemeinsam mit den "Athleten" trainierte. Ab 1920 kam es auch zur Gründung verschiedener anderer Abteilungen: Tennis, Fechten, Handball, Schwimmen u. a.
Im Oktober 1934 erteilte der Meisterschaftsausschuss des Fußballverbandes dem HTV eine Ermahnung, weil auf seinen Spielankündigungen stets
HTV und nicht die rumänische Abkürzung SG Sibiu stand. Diese Maßnahme zog in der Presse der deutschen Minderheit die Frage nach sich, ob es dem Staat gestattet sei, in die Namensgebung von Vereinen einzugreifen und auf der romanisierten Form der Namen zu bestehen.
1935 benannte sich der HTV aus "Zweckmäßigkeitsgründen" in Hermannstädter Turnverein "Armin" um.
Unter dem Ausbruch des Zweiten Weltkriegs und durch den Zweiten Wiener Schiedsspruch litt der Spielbetrieb erheblich. Es wurden nur noch Städtemeisterschaften ausgetragen, bei denen die herkömmlichen Vereine von Schülermannschaften vertreten wurden. Parallel zu den Landesmeisterschaften trug die deutsche Volksgruppe Gau-Meisterschaften aus. Nach Ende des Zweiten Weltkriegs wurde der Verein ca. 1945 von den neuen kommunistischen Machthabern aufgelöst. Die wenigen Sportler, die aus dem Krieg unversehrt heimgekehrt waren, spielten anschließend in rumänischen Mannschaften von verstaatlichten Firmenklubs.

## Fußballabteilung
Am 25. April 1920 fand das erste öffentliche Spiel der Fußballriege des HTV gegen die Mannschaft der rumänischen Gymnasiasten statt, das 1:0 gewonnen wurde. Diesem folgte am 2. Mai 1920 das zweite öffentliche Spiel gegen die Zionistenmannschaft (den späteren Jehuda SC), das der HTV 3:1(0:0) gewann. Der breiten Masse wurde die neue Sportart anlässlich des Schauturnens und Sportfests am 9. Mai 1920 vorgestellt, als der HTV I den HTV II vor 1.000 Zuschauern mit 3:2(2:0) besiegte. Die deutsche Tageszeitung berichtete wie folgt: Nach jahrelanger Pause ist der HTV wieder mit einer Veranstaltung an die Öffentlichkeit getreten. Der HTV hat in sein Programm die modernen Zweige der Körperpflege aufgenommen und konnte vortrefflichen Fußball bieten.
Nach drei weiteren Spielen gegen Hermannstädter Mannschaften fand am 13. Juni 1920 auf dem Turnschulgrund das erste Spiel gegen einen auswärtigen Verein statt, das der HTV 2:0(1:0) gegen Rapid Brașov gewann.
Als ab dem 8. September 1921 die ersten Spiele um die Hermannstädter Fußballmeisterschaft stattfanden, war der HTV neben vier weiteren Mannschaften dabei. Ziel war die Qualifikation für die Regionalmeisterschaft im April/Mai 1922, die dem HTV genauso wie NSE und vier Teams aus der Fußballmeisterschaft von Brașov gelang. Dort setzte sich dann allerdings NSE durch und qualifizierte sich für die erste Endrunde der rumänischen Fußballmeisterschaft. Dem HTV gelang dies in späteren Jahren vier Mal: 1925/26, 1926/27, 1929/30 und 1930/31. Im Mai 1933 trat der Verein vorübergehend aus dem Rumänischen Fußballverband aus.

### Vereinsbilanz
| Saison  | Platzierung |
| ------- | --- |
| 1921/22 | 3. Platz in der Hermannstädter Meisterschaft, Qualifikation für die Endrunde Sibiu/Brașov und Qualifikation für die neu gegründete I. Klasse der Meisterschaft Sibiu/Brașov |
| 1922/23 | 5. Platz in der I. Klasse der Meisterschaft Sibiu/Brașov und Qualifikation für die wiedergegründete Hermannstädter Meisterschaft                                            |
| 1923/24 | 2. Platz in der Hermannstädter Meisterschaft und Qualifikation für die neu gegründete I. Klasse der Hermannstädter Meisterschaft                                            |
| 1924/25 | Rückzug nach der Hinrunde aus der I. Klasse der Hermannstädter Meisterschaft                                                                                                |
| 1925/26 | 1. Platz in der Hermannstädter Meisterschaft und Teilnahme an der Endrunde zur rumänischen Fußballmeisterschaft 1925/26                                                     |
| 1926/27 | 1. Platz in der Hermannstädter Meisterschaft und Teilnahme an der Endrunde zur rumänischen Fußballmeisterschaft 1926/27                                                     |
| 1927/28 | unbekannte Platzierung in der Hermannstädter Meisterschaft (es ist unklar, welche Spiele bis zuletzt als Meisterschaftsspiele gewertet wurden)                              |
| 1928/29 | unbekannte Platzierung in der Hermannstädter Meisterschaft (es liegen nicht alle Ergebnisse vor)                                                                            |
| 1929/30 | 1. Platz in der Hermannstädter Meisterschaft und Teilnahme an der Endrunde zur rumänischen Fußballmeisterschaft 1929/30                                                     |
| 1930/31 | 1. Platz in der Hermannstädter Meisterschaft, Zentralligameister und Teilnahme an der Endrunde zur rumänischen Fußballmeisterschaft 1930/31                                 |
| 1931/32 | 3. Platz in der I. Klasse der Hermannstädter Meisterschaft |
| 1932/33 | Rückzug nach der Hinrunde aus der Hermannstädter Distriktmeisterschaft |
| 1933/34 | unbekannte Platzierung in der Hermannstädter Distriktmeisterschaft (es liegen nicht alle Ergebnisse vor) und Aufstieg in die neu gegründete Divizia B                       |
| 1934/35 | 1. Platz in der Divizia B und in den Qualifikationsspielen für die Zugehörigkeit zur Divizia A ausgeschieden                                                                |
| 1935/36 | 6. Platz in der Divizia B |
| 1936/37 | unbekannte Platzierung in der Hermannstädter Distriktmeisterschaft (es liegen nicht alle Ergebnisse vor) und Aufstieg in die Divizia B                                      |
| 1937/38 | 12. Platz in der Divizia B und Rückzug aus der Meisterschaft während der Hinrunde                                                                                           |
| 1938/39 | 9. Platz in der Divizia B |

## Feldhandballabteilung
Weit über die Landesgrenzen hinaus bekannt wurde der HTV mit seiner Feldhandballabteilung. Der Verein war 1931 und 1932 zunächst siebenbürgischer Meister und gewann von 1933 bis 1938 die ersten sechs rumänischen Meistertitel.
Der HTV stellte das Gros der Nationalmannschaft, die bei den Olympischen Sommerspielen 1936 in Berlin den fünften Rang belegte. Neben Trainer Hans Schuschnig kamen auch 12 von 18 Spielern vom HTV: Karl Haffer, Fritz Haffer, Fritz Halmen, Willi Heidel, Hans Georg „Gerch“ Herzog, Alfred Höchsmann, Wilhelm „Kiri“ Kirschner, Günther Schorsten, Johann „Oki“ Sonntag, Robert Speck, Willi Zacharias und Ștefan Zoller. Hinzuzählen darf man auch Hans Hermannstädter, der dem HTV als Seminarist zwischen 1936 und 1938 regelmäßig aushalf.
Ebenfalls den fünften Rang belegte die mit 13 Spielern des HTV gespickte rumänische Feldhandballnationalmannschaft bei der ersten WM 1938 in Deutschland. Dieses Mal waren Friedrich Barth, Connerth, Karl Haffer, Fritz Halmen, Henning, Hans Hermannstädter, Hans Georg „Gerch“ Herzog, Alfred Höchsmann, Wilhelm „Kiri“ Kirschner, Günther Schorsten, Edwin Steilner, Ernst Wolf und Willi Zacharias dabei.

## Stadion
Von 1920 bis Juni 1927 trug der HTV wie alle Mannschaften in Sibiu seine Spiele auf dem recht schmalen Turnschulgrund (Spielfeldausmaße: 50 × 100 Meter) aus. 1927 wurde auf dem früheren Reitplatz der Artillerie hinter der Militärschwimmschule der Terenul Sportiv O.N.E.F. (Spielfeldausmaße: 68 × 110 Meter) gebaut. Es wurde ein Turnier ausgespielt, um weiteres Geld für die Vollendung dieses neuen Sportplatzes zu erwirtschaften. Die Spiele fanden am 12. Juni 1927 statt und hatten folgenden Ausgang: HTV – NSE 3:2 (3:0) und Șoimii Sibiu – Aviația Mediaș 4:2 (2:2). Ab diesem Zeitpunkt war Terenul Sportiv O.N.E.F. als einziger Austragsort für die Fußballspiele und für die offiziellen Feldhandballspiele vorgesehen, was zu einiger Verwirrung bei der Anerkennung von Spielergebnissen in der Saison 1927/28 führte. Der Turnschulgrund wurde inzwischen zugebaut, Terenul Sportiv O.N.E.F. wurde im Laufe der Jahre modernisiert und heißt nun Stadionul Municipal.